# Agapetus evansi
Agapetus evansi är en nattsländeart som beskrevs av Ross 1956. Agapetus evansi ingår i släktet Agapetus och familjen stenhusnattsländor. Inga underarter finns listade i Catalogue of Life.